# Condado de Shackelford
O Condado de Shackelford é um dos 254 condados do estado norte-americano do Texas. A sede do condado é Albany, e sua maior cidade é Albany.
O condado possui uma área de 2 371 km² (dos quais 4 km² estão cobertos por água), uma população de 3 302 habitantes, e uma densidade populacional de 1 hab/km² (segundo o censo nacional de 2000).
O condado foi criado em 1874.